# Эстонская темноголовая овца
Эстонская темноголовая порода (эст. Eesti tumedapealine) — мясо-шёрстная порода полутонкорунных домашних овец, выведенная в Эстонии в 1930—1960-е годы путём скрещивания местных грубошёрстных овец с баранами английских короткошёрстных пород. Хорошо выраженные мясные формы, настриг шерсти с маток 2,8—3,0 кг, с баранов 3,7 кг. Наиболее распространённая порода овец в современной Эстонии.

## Описание
Мясо-шёрстная полутонкорунная порода овец. Шерсть однородная белая, на голове кроющий волос тёмный, ноги также покрыты тёмным волосом. Длина шерсти согласно Большой советской энциклопедии (3-е издание) 7—8 см, согласно справочнику «Мировое овцеводство» (1994) 9—10 см. Толщина шерстинок 35 мкм. Выход мытой шерсти порядка 60 %. Источники приводят разные данные по настригу шерсти:
- Большая советская энциклопедия — 3,6 кг с барана, 3,2 кг с матки[1]
- «Мировое овцеводство» — 2,8—3,0 кг с матки[2]
- Сайт Эстонского университета естественных наук — 3,7 кг[3]

Живой вес баранов согласно БСЭ 70—90 кг, взрослых маток 40—85 кг, согласно справочнику «Мировое овцеводство» живой вес маток 55—60 кг. По данным на начало XXI века, средний живой вес барана 95, матки — 76 кг. Мясные формы выражены хорошо, масса туши матки средней упитанности на начало 1990-х годов — 21 кг, убойный выход от 53 % до 54 %.
Матки скороспелые, плодовитость в начале XXI века около 150 %. Овцы породы эстонская темноголовая отличаются от породы эстонская белоголовая большей массой тела и более высокими показателями настрига шерсти, однако эта шерсть более грубая, а показатели продуктивности в начале XXI века несколько ниже.

## История разведения
Порода выведена в Эстонии в 1940—1960-е годы методом скрещивания местных грубошёрстных овец с баранами английских короткошёрстных пород — шропшир и оксфордшир. Помимо Эстонии, порода разводилась также в некоторых районах РСФСР.
К 1990 году в Эстонии насчитывалось 17 тысяч овец породы эстонская темноголовая. Более 70 % поголовья чистопородных овец республики (в свою очередь составлявших от 3 % до 5 % общего количества овец в Эстонии) в указанный период относились к этой породе — почти в три раза больше, чем ко второй местной породе, эстонская белоголовая. В постсоветское время ведутся работы по скрещиванию эстонских темноголовых овец с овцами пород Оксфорд даун и саффолк для улучшения мясных качеств и с финскими овцами для увеличения плодовитости.